# Nova Cimangola
Nova Cimangola S.A. ist der größte Zementhersteller in Angola. Die Produktionskapazität beträgt 2,4 Millionen Tonnen Zement und 1,5 Millionen Tonnen Klinker pro Jahr. Er verfügt über einen Marktanteil von 35 %. Der Firmensitz befindet sich an der Estrada Cacuaco km 14 in Luanda.

## Geschichte
Das Unternehmen wurde 1957 in der damaligen Portugiesischen Kolonie Angola gegründet. Nach der Unabhängigkeit des Landes 1975 wurde es verstaatlicht. In den 1990er Jahren veräußerte der Staat 49 % der Firmenanteile an die Schweizer HOLCIM-Gruppe. Im Jahr 2004 verkaufte HOLCIM ihre Aktien an die portugiesische Cimpor.
Zwei Jahre später erwarb das Unternehmen Ciminvest der Präsidententochter Isabel dos Santos in Partnerschaft mit der portugiesischen Amorim-Gruppe (geleitet von Américo Amorim) die Anteile von Cimpor für 74 Millionen US-Dollar. Das Kapital stammte aus eigenen Mitteln sowie einem Kredit der Banco BIC Português, an der Isabel dos Santos und Américo Amorim jeweils 25 % der Anteile hielten.
Im Jahr 2009 kam es von Seiten der privaten Teilhaber zu einer Kapitalerhöhung, die den staatlichen Anteil am Unternehmen auf 28,13 % reduzierte. Im Juli 2012 übernahm Nova Cimangola 53 % des staatlichen Zementwerks Cimenterie Nationale (CINAT) in der Demokratischen Republik Kongo für 40,6 Millionen US-Dollar.
Im Jahr 2014 beschlossen die Teilhaber den Bau einer neuen Klinkerfabrik, an dem sich der angolanische Staat mit 28 % des Kapitals beteiligte. Im Juli 2017 wurde die neue Produktionsstätte in Cacuaco eingeweiht. Sie wurde von der chinesischen Firma Sinoma International Engineering für 400 Millionen US-Dollar errichtet. Sie ersetzte die alte Produktionsanlage in Kikolo, die nur begrenzte Kalksteinreserven besaß. Zuvor gab das Unternehmen jährlich bis zu 70 Millionen US-Dollar für den Import von Klinker aus.

## Absatzentwicklung
Aufgrund der gesunkenen Nachfrage nach Baustoffen infolge der Finanzkrise in Angola, ist die Gesamtproduktion der fünf Zementunternehmen des Landes (Cimangola, CIF, FCKS, Secil Lobito und Cimenfort) in den letzten Jahren immer weiter geschrumpft. Lag die Kapazitätsauslastung der Produktionsstätten im Jahr 2015 noch bei 64 %, sank sie 2016 auf 48 %, 2017 auf 30 %, 2018 auf 26 % und 2019 auf 18 % ab. Im Gegensatz dazu lag der Zementabsatz von Nova Cimangola bis Januar 2020 bei 100.000 Tonnen im Monat, der Verkaufspreis musste jedoch reduziert werden.

## Kontroverse
Aus den Luanda-Leaks – in denen die Vetternwirtschaft unter Präsident José Eduardo dos Santos aufgedeckt wurde – geht hervor, dass das Unternehmen vorzeitig Dividenden an Isabel dos Santos’ Firma Ciminvest gezahlt hatte, damit diese die Kredite früher zurückzahlen konnte. Der  Aufsichtsratsvorsitzende von Nova Cimangola ist Isabel dos Santos’ Ehemann Sindika Dokolo.